# Akassato
Akassato è un arrondissement del Benin situato nella città di Abomey-Calavi (dipartimento dell'Atlantico) con 21.050 abitanti (dato 2006).